# Rio Parnaíba
Le rio Parnaíba est un fleuve du nord-est du Brésil délimitant sur presque tout son parcours les États du Piauí et du Maranhão. Il naît dans les contreforts de la "Chapada das Mangabeiras" à une altitude de l'ordre de 700 m, parcourant 1 344 km avant de se déverser dans l'océan Atlantique. Sa déclivité est moyenne depuis sa source jusqu'à la petite ville de Santa Filomena (cote de 270m), puis elle se réduit entre 35 cm/km et 17 cm/km pour la suite de son parcours.

## Bassin fluvial
Par importance de bassin, c'est le deuxième fleuve du nord-est brésilien après le São Francisco.Ce bassin occupe une superficie de 344 112 km2, surface presque aussi vaste que celle de l'Allemagne, et représentant 3,9 % du territoire du pays. Le fleuve draine quasiment tout l'État du Piauí ainsi qu'une partie du Maranhão et du Ceará.

## Description du cours
Il baigne les villes de Guadalupe, Floriano, São Francisco de Maranhão, puis Teresina capitale du Piauí avec sa jumelle Timon et enfin la ville de Parnaíba près de son débouché sur l'océan. 
Avant de pénétrer dans l'océan atlantique, le rio Parnaíba forme un vaste delta, composé de trois bras principaux dont l'intermédiaire, de direction générale nord, se jette dans la baie de Canárias, et constitue la frontière entre les États du Piaui et du Maranhão. Le bras oriental, appelé rio Iguaçu, après avoir arrosé la ville de Parnaíba, se jette dans l'océan près de la ville de Luís Correia. Le bras ouest, appelé rio Santa Rosa est plus complexe et se subdivise en différents bras, qui forment diverses îles.

## Hydrologie - L'eau dans le bassin du rio Parnaíba
Le bassin du rio Parnaíba possède plus de trois mille kilomètres de rivière perennes, des centaines de lagunes, lacs et étangs. De plus il fournit dix milliards de mètres cubes d'eau par an au sous-sol du nordeste brésilien (300 mètres cubes par seconde, autant que le débit moyen de la Seine à Paris !). 

### Affluents principaux
- Dans l'État de Piauí :
  - rio Gurguéia
  - rio Uruçuí-Preto
  - rio Canindé
  - rio Poti
  - rio Longá
- Dans l'État de Maranhão : 
  - rio Balsas

## Régime fluvial du Parnaíba
Le Parnaíba possède un régime semblable à celui du São Francisco situé au sud-est dans l'État de Bahia. Coulant dans une région de transition entre des cours d'eau de régime équatorial et ceux du "nordeste" semi-aride, il reçoit, du côté gauche, des affluents pérennes, tandis que du côté droit prédominent des affluents temporaires, issu du sertão semi-aride. À partir de janvier ou février ceux-ci ont leurs crues; les eaux débordent, inondant les rives et alimentant une série d'étangs situés le long de son cours inférieur. Dans cette région, de grosses inondations affectent souvent la ville de Parnaíba

### Les débits mensuels à Luzilândia
Le débit du fleuve a été observé pendant 12 ans (1982-1993) à Luzilândia, localité du Piaui située à 56 kilomètres de l'océan, c'est-à-dire peu en amont de son delta, donc en fin de parcours. 
À Luzilândia, le débit annuel moyen ou module observé sur cette période était de 846 m3/s pour un bassin versant de 322 823 km2, soit la quasi-totalité de ce dernier.
La lame d'eau écoulée dans l'ensemble du bassin atteint ainsi le chiffre de 83 millimètres par an.
Grand fleuve des confins occidentaux du Nordeste brésilien, le rio Parnaíba apparait à la lecture de ce graphique, comme relativement régulier, bien plus par exemple que le rio Xingu, grand cours d'eau de l'Amazonie orientale. Le Parnaíba conserve en toutes saisons un débit fort appréciable. Le rapport entre les débits moyens du mois d'août, mois d'étiage maximal, et du mois d'avril, mois de crue maximale, n'est que de 1 à 6. 
Sur l'ensemble de la période étudiée, le débit mensuel maximal a été de 7 166 m3/s, tandis que le débit mensuel d'étiage était de 314 m3/s, soit une situation de régularité plus favorable que celle de la Loire française par exemple (à Montjean-sur-Loire : 60 m3/s de débit mensuel minimum contre 4 200 m3/s de débit mensuel maximum, soit un rapport de 1 à 70).

## Navigabilité
Le rio Parnaíba est navigable depuis Santa Filomena, sur une longueur de 1 176 km, où les plus gros obstacles sont des bancs de sable et quelques affleurements rocheux. La construction du barrage de Boa Esperança, au km 669, en amont de la ville de Guadalupe, a éliminé une partie de ceux-ci et a rendu possible la navigation en amont du barrage.
Ainsi il est navigable, dans son état naturel c'est-à-dire sans avoir été canalisé ou barré, sur plus de 1 000 km, dont 350 km entre les villes de Urucuí et de Santa Filomena, en amont du barrage de Boa Esperança, et 669 km en aval de ce dernier entre le barrage et l'océan.
Sa navigabilité et sa situation dans une région assez peuplée, font que le Parnaíba a une réelle importance économique au niveau des transports. Il sert notamment au transport de produits agricoles régionaux.

## Énergie électrique
À la hauteur de la ville de Guadalupe, dans la région du Parnaíba moyen, on a édifié le barrage de Boa Esperança, lequel a donné naissance à un grand lac de retenue et alimente l'usine électrique de même nom, laquelle est génératrice d'énergie à bon marché.